# Mohammad Mohebi
Mohammad Mohebi (en persa: محمد محبی‎; Bushehr, Bushehr, 20 de diciembre de 1998) es un futbolista iraní que juega en la demarcación de extremo para el F. C. Rostov de la Liga Premier de Rusia.

## Clubes
| Club                     | País     | Año       | Partidos | Goles |
| ------------------------ | -------- | --------- | -------- | ----- |
| Shahin Bushehr F. C.     | Irán     | 2017-2019 | 38       | 3     |
| Sepahan F. C.            | Irán     | 2019-2021 | 60       | 11    |
| C. D. Santa Clara        | Portugal | 2021-2022 | 18       | 2     |
| Esteghlal F. C. (cedido) | Irán     | 2022-2023 | 34       | 10    |
| F. C. Rostov             | Rusia    | 2023-     | 49       | 12    |

## Selección nacional
Hizo su debut con la selección absoluta el 10 de octubre de 2019 en un encuentro de clasificación para la Copa Mundial de Fútbol de 2022 contra Camboya que finalizó con un resultado de 14-0 a favor del combinado iraní tras los goles de Ahmad Nourollahi, Hossein Kanaanizadegan, Mehrdad Mohammadi, un doblete de Mehdi Taremi y del propio Mohebi, un triplete de Sardar Azmoun y cuatro goles de Karim Ansarifard.

### Goles internacionales
| #  | Fecha                   | Estadio                                          | Oponente               | Gol  | Resultado | Competición                                          |
| -- | ----------------------- | ------------------------------------------------ | ---------------------- | ---- | --------- | ---------------------------------------------------- |
| 1  | 10 de octubre de 2019   | Estadio Azadi, Teherán, Irán                     | Camboya                | 11–0 | 14-0      | Clasificación para la Copa Mundial de Fútbol de 2022 |
| 2  | 10 de octubre de 2019   | Estadio Azadi, Teherán, Irán                     | Camboya                | 12–0 | 14-0      | Clasificación para la Copa Mundial de Fútbol de 2022 |
| 3  | 28 de marzo de 2023     | Estadio Azadi, Teherán, Irán                     | Kenia                  | 1–1  | 2-1       | Amistoso                                             |
| 4  | 7 de septiembre de 2023 | Estadio Hristo Botev, Plovdiv, Bulgaria          | Bulgaria               | 0–1  | 0-1       | Amistoso                                             |
| 5  | 3 de febrero de 2024    | Estadio Ciudad de la Educación, Rayán, Catar     | Japón                  | 1–1  | 2-1       | Copa Asiática 2023                                   |
| 6  | 21 de marzo de 2024     | Estadio Azadi, Teherán, Irán                     | Turkmenistán           | 4–0  | 5-0       | Clasificación para la Copa Mundial de 2026           |
| 7  | 15 de octubre de 2024   | Estadio Al-Rashid, Dubái, Emiratos Árabes Unidos | Catar                  | 3–1  | 4-1       | Clasificación para la Copa Mundial de 2026           |
| 8  | 15 de octubre de 2024   | Estadio Al-Rashid, Dubái, Emiratos Árabes Unidos | Catar                  | 4–1  | 4-1       | Clasificación para la Copa Mundial de 2026           |
| 9  | 14 de noviembre de 2024 | Nuevo Estadio Nacional de Laos, Vientián, Laos   | Corea del Norte        | 0–2  | 2-3       | Clasificación para la Copa Mundial de 2026           |
| 10 | 14 de noviembre de 2024 | Nuevo Estadio Nacional de Laos, Vientián, Laos   | Corea del Norte        | 0–3  | 2-3       | Clasificación para la Copa Mundial de 2026           |
| 11 | 20 de marzo de 2025     | Estadio Azadi, Teherán, Irán                     | Emiratos Árabes Unidos | 2–0  | 2-0       | Clasificación para la Copa Mundial de 2026           |

## Palmarés

### Títulos nacionales
| Título            | Club            | País | Año  |
| ----------------- | --------------- | ---- | ---- |
| Supercopa de Irán | Esteghlal F. C. | Irán | 2022 |

### Títulos internacionales
| Título                | Club (*) | País                  | Año  |
| --------------------- | -------- | --------------------- | ---- |
| Copa de Naciones CAFA | Irán     | Kirguistán Uzbekistán | 2023 |

(*) Incluyendo la selección